# Марченко Анатолій Олександрович
Анатолій Олександрович Марченко (нар. 5 квітня 1956) — український та радянський футболіст, виступав на позиції нападника та півзахисника.

## Життєпис
Футбольну кар'єру розпочав у 1973 році в складі херсонського «Локомотива», який виступав у Другій лізі СРСР. У цьому турнірі Анатолій відзначився 1 голом. Наступного року перейшов до складу київського «Динамо». З 1974 по 1975 рік виступав за дубль «динамівців». Дебютував за першу команду 4 квітня 1976 року в програному (0:1) домашньому поєдинку 1-о туру Вищої ліги СРСР проти московського «Динамо». Анатолій вийшов на поле в стартовому складі та відіграв увесь матч. Дебютним голом за київську команду відзначився 23 травня 1976 року на 20-й хвилині переможного (1:0) домашнього поєдинку 8-о туру Вищої ліги проти тбіліського «Динамо». Марченко вийшов на поле в стартовому складі та відіграв увесь матч. (Результат того поєдинку було анульовано.). У весняній частині сезону 1976 року у Вищій лізі зіграв 10 матчів та відзначився 2 голами. В осінній частині сезону знову виступав за дубль. Сезон 1977 року відіграв у друголіговому київському СКА, де був одним з основних гравців (38 матчів та 1 гол).
У 1978 році стає гравцем вищолігової ворошиловградської «Зорі», але виступає виключно за дублюючий склад, за який відзначився 1 голом. У 1979 році переходить до іншого вищолігового клубу, «Кайрату». проте знову змушений виступати за дублюючий склад. По ходу сезону був відданий в оренду павлодарському «Трактору», який виступав у Другій радянській лізі. В цьому турнірі за павлодарський колектив зіграв 15 матчів, в яких відзначився 1 голом. Проте «Кайрат» й надалі не був зацікавлений у послугах Анатолія. Тому сезон 1980 та частину 1981-о він провів в оренді в іншому друголіговому клубі, узбецькому «Хорезмі» (Янгіарик), за який зіграв 41 матч та відзначився 2-а голами. У 1981 році повернувся в «Кайрат», де виступав до завершення сезону за дублюючий склад. У 1982 році повернувся в київське СКА, яке на той час виступало в Першій союзній лізі, але в складі «армійців» зіграв лише 2 поєдинки у кубку СРСР. Надалі виступав на аматорському рівні. У 1982 році захищав кольори новокаховської «Енергії», наступного року — молдовського «Гринчерул» (Глодяни) та херсонського «Дорожника».
У 1984 році Марченко повертається до виступів у командах майстрів, підсиливши херсонський «Кристал». Проте стати основним гравцем херсонців Анатолій не зумів. У складі «Кристалу» зіграв 7 матчів у Другій лізі, а по завершенні сезону залишив команду. З 1985 по 1988 рік виступав у чемпіонаті УРСР за новокаховську «Енергію». У 1989 році виступав у каховському «Меліораторі», а з 1990 по 1991 рік захищав кольори інших аматорських клубів, «Таврія» (Новотроїцьке) та «Кіровець» (Нижні Сірогози).
Завершував кар'єру гравця вже після проголошення Україною незалежності. У 1992 році повернувся до новокаховської «Енергії», в складі якої в сезоні 1993/94 років виступав в аматорському чемпіонаті України (28 матчів). По завершенні сезону вирішив закінчити кар'єру футболіста.